# 醉雞

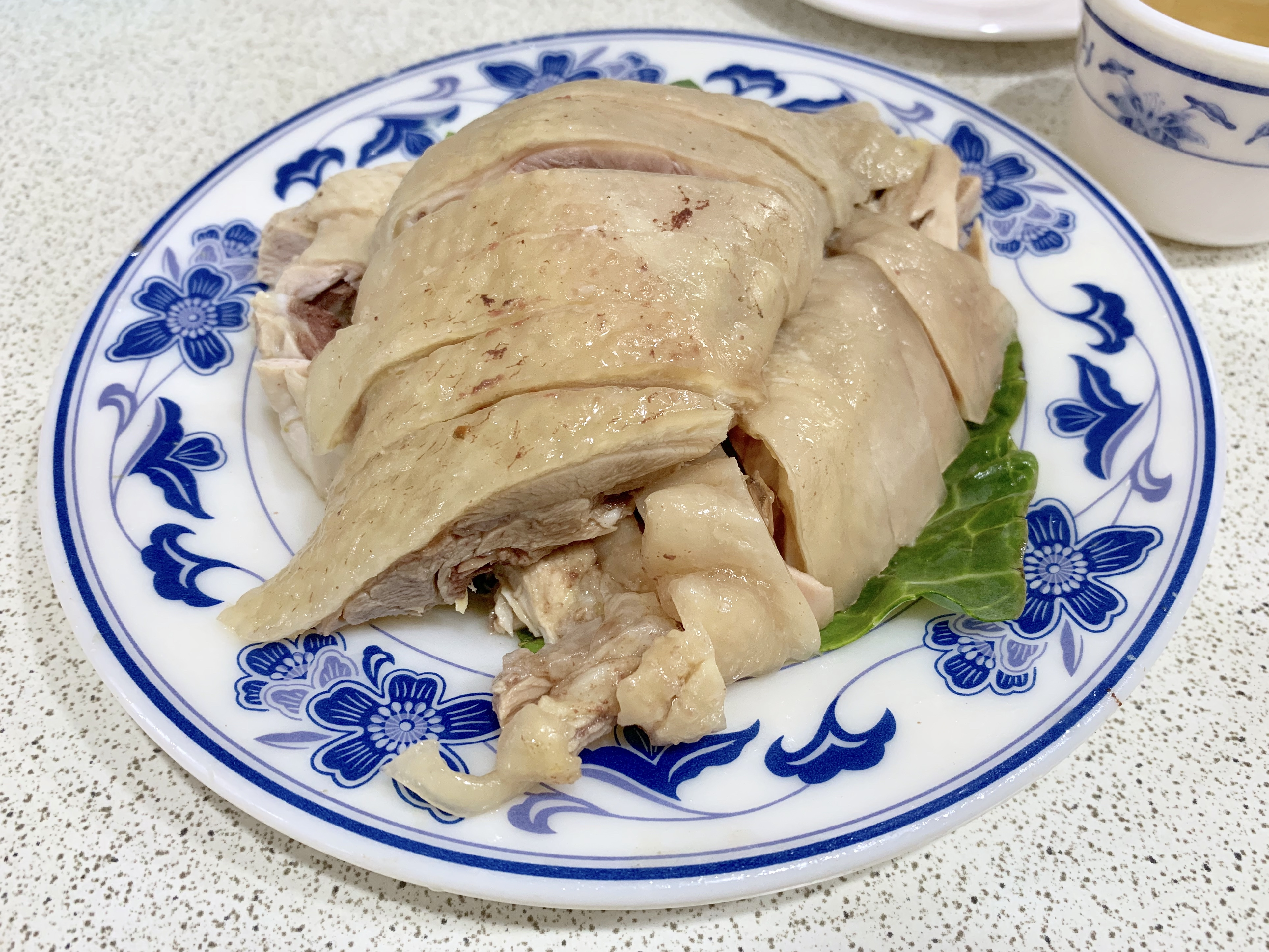
台灣料理中的醉雞

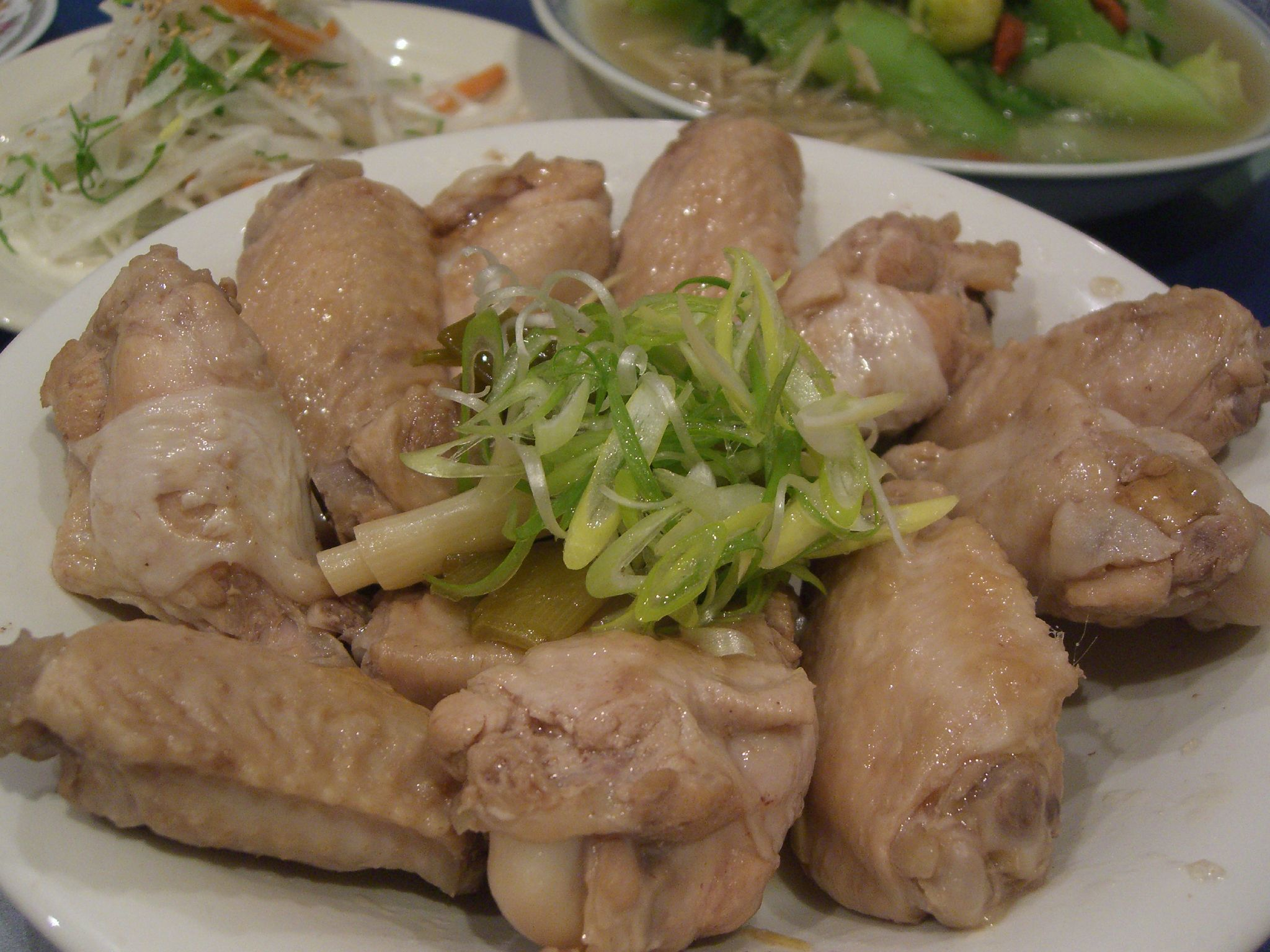
醉雞

醉雞是中國浙江的一道名菜，將雞肉以紹興酒醃製及烹調而成，通常以冷盤的形式享用。。